# Bikonele
Bikonele är en holme i Marshallöarna.   Den ligger i kommunen Arnoatollen, i den östra delen av Marshallöarna, 30 km nordost om huvudstaden Majuro.